# Liste von Söhnen und Töchtern der Stadt Tallinn
Diese Liste enthält in chronologischer Reihenfolge in Tallinn (bis zum 24. Februar 1918 hieß Tallinn amtlich Reval) geborene Persönlichkeiten mit einem Artikel in der deutschsprachigen Wikipedia. Ob sie im Weiteren in der Stadt gewirkt haben, ist ohne Belang. Die Liste erhebt keinen Anspruch auf Vollständigkeit.

## In Tallinn geborene Persönlichkeiten

### Bis 1800
- Hermann Marsow (1485–1555), lutherischer Theologe und Reformator von Livland
- Balthasar Rüssow (1536–1600), deutschbaltischer Chronist
- Johan De la Gardie (1582–1642), schwedischer Staatsmann
- Jakob De la Gardie (1583–1652), schwedischer Heerführer in verschiedenen Diensten, Generalgouverneur von Livland
- Heinrich Stahl (um 1600–1657), deutschbaltischer Theologe
- Heinrich Vestring der Jüngere (um 1603–1643), deutsch-baltischer Pastor in Estland
- Cord Vegesack (1609–1697), Hamburger Kaufmann, Oberalter und Ratsherr
- Magnus Gabriel De la Gardie (1622–1686), schwedischer Feldherr und Staatsmann
- Joachim Salemann der Ältere (1629–1701), deutsch-baltischer lutherischer Geistlicher, Bischof von Estland
- Reinhold Johan von Fersen (1646–1716), Militär und Staatsmann
- Jakob Johann von Hastfer (1647–1695), schwedischer Feldmarschall und Generalgouverneur von Livland
- Johann Hornung (1660–1715), Sprachforscher, Pastor und Literat
- Berndt Otto I. von Stackelberg (1662–1734), schwedischer Feldmarschall
- Carl Ewald von Rönne (1663–1716), russischer General, Obermarschall von Kurland
- Peter Wilhelm Polack (um 1664–1721), Goldschmied
- David Johann Rahr (1677–1753), Pastor auf Ösel
- Heinrich Gutsleff (1680–1747), Theologe
- Hans Reinhold von Fersen (1683–1736), schwedischer Generalleutnant und Politiker deutschbaltischer Herkunft
- Anton thor Helle (1683–1743), Theologe
- Gustav Friedrich von Rosen (1688–1769), livländischer General in schwedischen Diensten
- Georg Saleman (um 1670–1729), Miniaturmaler
- Eberhard Gutsleff der Jüngere (1700–1749), deutschbaltischer Theologe
- Berndt Otto II. von Stackelberg (1703–1787), schwedischer Feldmarschall
- Fabian Gottlieb von der Osten-Sacken (1752–1837), Feldmarschall der russischen Armee und Freimaurer
- Friedrich Gustav Arvelius (1753–1806), Schriftsteller und Volksaufklärer
- Klaus Gustav von Baranoff (1753–1814), russischer Generalmajor und Generalgouverneur
- Peter August Friedrich von Manteuffel (1768–1842), deutschbaltischer Literat
- Karl Johann Salemann (1769–1843), Rechtsanwalt, Bürgermeister von Reval und Direktor der Estländischen Abteilung der Russischen Bibelgesellschaft
- Thomas Johann Seebeck (1770–1831), deutscher Physiker
- Dietrich Martin Luther (1772–1861), deutschbaltischer Kaufmann, Notar, Verleger und Journalist
- Gustav Reinhold Nyländer (1775–1825), lutherischer Missionar und Afrikanist
- Suve Jaan (1777–1851), Schriftsteller
- Karl Wilhelm von Toll (1777–1842), General in der russischen Armee
- Alexander von Benckendorff (1781–1844), russischer General
- Ferdinand von Tiesenhausen (1782–1805), Flügeladjutant
- Iwan Müller (1786–1854), deutscher Klarinettist, Komponist und Instrumentenbauer
- Paul Ludwig Schilling von Cannstatt (1786–1837), Orientalist, Druck- und Telegrafiepionier
- Otto Magnus von Stackelberg (1786–1837), Archäologe, Maler und Schriftsteller
- Otto von Kotzebue (1787–1846), deutsch-baltischer Entdecker und Offizier der Russischen Marine
- Hermann Friedrich Röhrberg (1791–1871), deutsch-baltisch-russischer Verkehrsingenieur
- Andreas Alexander von Lingen (1792–1866), russischer General der Artillerie
- Kapiton Stepanowitsch Pawlow (1792–1852), russisch-ukrainischer Maler
- Johann Friedrich Weisse (1792–1869), deutscher Kinderarzt
- Eduard Hoeppener (1795–1856), Revaler Ratsherr, Kaufmann und Handelsunternehmer
- Alexander Heinrich Neus (1795–1876), Folklorist, Übersetzer und Publizist
- Jacob Johann Malm (1796–1862), Dichter
- Wilhelm Smets (1796–1848), Schriftsteller und Journalist, Mitglied der Frankfurter Nationalversammlung 1848
- Carl Abraham Hunnius (1797–1851), Arzt und Begründer des Kurorts Haapsalu
- Alexei Fjodorowitsch Lwow (1798–1870), russischer Violinist und Komponist

### 19. Jahrhundert

#### 1801 bis 1850
- Alexander Friedrich von Hueck (1802–1842), Deutsch-Balte, Mediziner und Autor
- Carl Johann Koch (1803–1864), Pastor und Theologe
- Karl Gustav von Rehekampff (1803–1883), russischer General der Kavallerie
- Johann Christian Luther (1804–1853), lutherischer Theologe
- Otto von Lilienfeld (1805–1896), Rittergutsbesitzer und Jurist
- Fjodor Fjodorowitsch Andresen (1806–1880), russischer Maler
- Paul Adam von Becker (1808–1881), Altphilologe, Archäologe und Hochschullehrer
- Georg Julius von Schultz (1808–1875), Arzt, Dichter, Publizist und Folklorist
- Nikolai von Baranoff (1808–1883), russischer General der Infanterie
- Nikolai von Baranoff (1808–1863), baltischer Maler und Künstler
- Alexander Martin Luther (1810–1876), Kaufmann und Unternehmer
- Wilhelm Gustav Becker (1811–1874), deutschstämmiger russischer Arzt, Pharmakologe und Hochschullehrer
- Maschinka Schneider (1815–1882), Schauspielerin und Sängerin
- Robert Johann Dietrich Luther (1816–1888), lutherischer Theologe
- Franz Anton Schiefner (1817–1879), Sprachforscher und Ethnologe
- Alexander Petrowitsch Walter (1818–1889), russisch-ukrainischer Anatom und Physiologe
- Rudolf von Bernhard (1819–1887), Architekt und Hochschullehrer
- Gotthard von Hansen (1821–1900), Stadtarchivar
- Otto Paul von Krusenstern (1834–1871), russischer Marineoffizier und Polarforscher
- Alexander von Baranoff (1837–1905), russischer Generalleutnant
- Ferdinand Justius Luther (1838–1910), Pfarrer und Theologe
- Peter von Baranoff (1843–1924), russischer Generalleutnant
- Eugen Edmund Erbe (1847–1908), deutsch-baltischer Jurist und Kommunalpolitiker
- Roman Romanowitsch Rosen (1847–1921), deutsch-baltischer Adliger und kaiserlich-russischer Diplomat
- Konstantin Höhlbaum (1849–1904), Archivar, Historiker, Mitarbeiter des Hansischen Urkundenbuches
- Viktor von Rosen (1849–1908), deutsch-baltischer Orientalist und Hochschullehrer
- Otto Bernhard von Budberg-Bönninghausen (1850–1907), deutsch-baltischer Ritterschaftshauptmann der Estländischen Ritterschaft, Gutsbesitzer und Politiker
- Georg Dehio (1850–1932), deutscher Kunsthistoriker
- Alexandrine von Wistinghausen (1850–1914/1918), deutsch-baltische Landschaftsmalerin

#### 1851 bis 1900
- Karl Dehio (1851–1927), Internist und Professor
- Rudolf Winkler (1855–1917), deutschbaltischer evangelischer Geistlicher
- Christian Wilhelm Luther (1857–1914), deutschbaltischer Industrieller
- Eduard von Toll (1858–1902), russischer Naturforscher und Polarforscher deutschbaltischer Abstammung
- Johannes Kirchner (1859–1940), deutscher klassischer Philologe und Epigraphiker
- Konstantin von Baranoff (1859–1936), russischer Generalmajor
- Carl Wilhelm Luther (1859–1903), deutschbaltischer Ingenieur und Industrieller
- Sergei Michailowitsch Wolkonski (1860–1937), russischer Musik- und Theaterpädagoge
- Maurice Reinhold von Stern (1860–1938), Schriftsteller und Journalist
- Karl Alexander von Winkler (1860–1911), deutschbaltischer Landschaftsmaler und Aquarellist
- Johannes Heinrich Luther (1861–1932), deutschbaltischer lutherischer Pfarrer und Theologe
- Eduard von Dellingshausen (1863–1939), deutschbaltischer Politiker
- Otto von Dessien (1863–1918), Architekt
- Alexander Heinrich Eggers (1864–1937), deutscher Pädagoge und Publizist
- Alexander Pridik (1864–1936), klassischer Philologe und Althistoriker
- Eugen Pridik (1865–1935), Klassischer Archäologe und Numismatiker
- Edgar Hoeppener (1865–1937), Bankier und Unternehmer
- Otto Greiffenhagen (1871–1938), deutschbaltischer Historiker und Archivar
- Theophile von Bodisco (1873–1944), deutschbaltische Schriftstellerin
- Theodor Lemba (1876–1962), Pianist
- Bernhard Gregory (1879–1939), Schachmeister
- Ottomar Maddison (1879–1959), Brückenbau-Ingenieur und Hochschullehrer
- Alexander Raswosow (1879–1920), russischer Marineoffizier und Admiral
- Otto von Taube (1879–1973), Schriftsteller, Jurist, Kunsthistoriker und Übersetzer
- Adolf Graf (1881–1962), deutschbaltischer Sprachwissenschaftler und Übersetzer
- Elsa Wagner (1881–1975), deutsche Film- und Theater-Schauspielerin
- Anna Bulawkina-Ontschukowa (1882–1947), russische bzw. sowjetische Geobotanikerin und Hochschullehrerin
- Martin Christian Luther (1883–1963), Unternehmer
- Marie Under (1883–1980), Dichterin
- Juhan Aavik (1884–1982), Komponist
- Georg Adelheim (1884–1952), Jurist und Genealoge
- Eugen Habermann (1884–1944), Architekt
- Nikolai Triik (1884–1940), Maler, Graphiker und Kunstpädagoge
- Konrad von Grünewaldt (1884–1945), Bauingenieur und Professor
- Max Bock (1885–1949), Politiker
- Artur Lemba (1885–1963), Komponist
- Erich Jacoby (1885–1941), Architekt
- Hugo Hahn (1886–1957), lutherischer Theologe
- Wolfgang Köhler (1887–1967), Mitbegründer der Gestaltpsychologie bzw. der Gestalttheorie
- Ralf Johannes Ferdinand Luther (1887–1931), lutherischer Pfarrer und Theologe
- Aleksander Pürge (1887–1940), Ingenieur und Politiker
- Theodor Ferdinand Alexander Winkler (1888–1961), Pädagoge und Historiker
- Paul Kogerman (1891–1951), Chemiker
- Traugott von Stackelberg (1891–1970), Arzt und Autor
- Oskar Kallis (1892–1918), Maler
- Alfred Rosenberg (1893–1946), NSDAP-Politiker und Ideologe des Nationalsozialismus
- Wiktor Körber (1894–1970), russisch-sowjetischer Flugzeugbauer
- Ben Berlin, eigentl. Hermann Bernhard Leopoldovich Biek (1896–1944), Jazzmusiker, Bandleader
- Kęstutis Bulota (1896–1942), litauischer Sportler
- Juhan Jürme (1896–1943), Komponist
- Boris von Bodisco (1897–1973), Architekt und Maler
- Bernhard Rein (1897–1976), Fußballspieler und -trainer
- Ralf Brockhausen (1898–1945), Politiker
- Christfried Burmeister (1898–1965), Eisschnellläufer, Leichtathlet und Bandyspieler
- Reed Morn (1898–1978), Schriftstellerin
- Ivan Triesault (1898–1980), Schauspieler
- Valter Juhkum (1899–1934), Schriftsteller und Journalist
- Aleksander Klumberg-Kolmpere (1899–1958), Leichtathlet
- Johannes Lauristin (1899–1941), Politiker und Kommunist
- Harald Tammer (1899–1942), Gewichtheber und Leichtathlet, Olympiamedaillengewinner
- Hellmuth Weiss (1900–1992), Politiker, Vertreter der deutschen Minderheit in Estland
- Evald Aav (1900–1939), Sänger, Komponist und Chorleiter
- Roman Steinberg (1900–1928), Ringer
- Karl Thalheim (1900–1993), Nationalökonom

### 20. Jahrhundert

#### 1901 bis 1910
- Paul Johansen (1901–1965), Historiker und Philologe
- Walter Mitscherling (1901–1969), deutscher evangelisch-lutherischer Pfarrer und Schriftsteller
- Gustav Sepp (1901–1994), Fußballspieler
- Albert Schott (1901–1945 vermisst bei Tábor), deutsch-baltischer Altorientalist
- Erik Undritz (1901–1984), Hämatologe, der in der Schweiz tätig war
- Valter Ever (1902–1981), Leichtathlet
- Albert Kusnets (1902–1942), Ringer
- Oskar Lutz (1902–1975), Politiker
- Arnold Pihlak (1902–1985), Fußballspieler
- Hugo Väli (1902–1943), Fußballspieler
- Feliks Kull (1903–1942), Fußball-, Bandy-, Eishockeyspieler und Offizier
- Nikolai Lopatnikoff (1903–1976), russisch-amerikanischer Komponist
- Claus Grimm (1904–1987), deutscher Historiker, Lehrer und Archivar
- Karin Peckert-Forsman (1905–1970), Skirennläuferin
- Osvald Käpp (1905–1995), Ringer
- Arved von Taube (1905–1978), deutscher Historiker
- Helene Michelson (1906–??), Eiskunstläuferin
- Erik Schott (1906–1975), deutscher Architekt
- I. Grekowa (1907–2002), russische Mathematikerin und Schriftstellerin
- Alexander Lwowitsch Dymschitz (1910–1975), sowjetischer Literaturwissenschaftler, Schriftsteller und Hochschullehrer
- Vladas Mikėnas (1910–1992), litauischer Schachspieler
- Alexander Lwowitsch Dymschitz (1910–1975), sowjetischer Literaturwissenschaftler

#### 1911 bis 1920
- Henry Christian Rutherford (1911–1991), Autor
- Edgar Arro (1911–1978), Komponist und Organist
- Olaf von Fersen (1912–2000), Automobiljournalist
- Georg Siimenson (1912–1978), Fußballspieler
- Richard Kuremaa (1912–1991), Fußballspieler
- Ferdinand Murr (1912–1978), Fußballspieler
- Hellmuth von Ulmann (1913–1987), Komponist, Schriftsteller und Journalist
- Kalevi Kotkas (1913–1983), Leichtathlet
- Gert Helbemäe (1913–1974), Schriftsteller
- Kirill Raudsepp (1915–2006), Dirigent
- Helmut von Kügelgen (1916–1998), anthroposophischer Pädagoge
- Paul Kuusberg (1916–2003), Schriftsteller
- Irene von Meyendorff (1916–2001), deutsche Schauspielerin
- Karin von Arronet (1917–2006), Kunstmalerin, Grafikerin und Kunsterzieherin
- Helga Kross (1917–1998), Bibliographin und Übersetzerin
- Silvia Rannamaa (1918–2007), Schriftstellerin
- Arnold Meri (1919–2009), Veteran des Zweiten Weltkriegs und Held der Sowjetunion
- Jaan Kross (1920–2007), Schriftsteller
- Bernd Nielsen-Stokkeby (1920–2008), Journalist und Buchautor

#### 1921 bis 1930
- Alexander Hildebrand (1921–2005), schwedischer Schachkomponist
- Ea Jansen (1921–2005), Historikerin
- Ilmar Laaban (1921–2000), Exil-Lyriker und literarischer Übersetzer
- Joann Lõssov (1921–2000), Basketballspieler
- Dagmar Normet (1921–2008), Schriftstellerin und Übersetzerin
- Kaljo Raid (1921–2005), Komponist
- Oskar Rosi (1921–2010), deutscher Künstler
- Ester Mägi (1922–2021), Komponistin
- Valve Pormeister (1922–2002), Architektin
- Erich Kõlar (1924–2022), Dirigent und Percussionist
- Wilhelm Kentmann (1924–2010), evangelischer Theologe und Kirchenrat
- Valeeria Villandi (1924–2021), Dichterin und Übersetzerin
- Dieter Hasselblatt (1926–1997), deutscher Hörspiel- und freier Romanautor
- Grigori Kromanov (1926–1984), Theater- und Filmregisseur
- Heino Kruus (1926–2012), Basketballspieler
- Harri Otsa (1926–2001), Komponist
- Harri Rein (1926–2017), Geistlicher
- Erich Wulff (1926–2010), deutscher Psychiater
- Ulla Johansen (1927–2021), Ethnologin
- Leila Pärtelpoeg (* 1927), Innenarchitektin; Expertin für die Restaurierung historischer Innenräume, estnische Meisterin im Slalom 1949
- Helvi Jürisson (1928–2023), Dichterin, Übersetzerin und Kinderbuchautorin
- Lola Liivat (1928–2025), Malerin
- Ellen Niit (1928–2016), Schriftstellerin und Übersetzerin
- Rein Renke (1928–2000), Radrennfahrer
- Aleksander Rjabov (1928–2005), Dirigent und Klarinettist
- Olaf Baron von Wrangel (1928–2009), deutscher Journalist und Politiker
- Alexius II. (1929–2008), Patriarch von Moskau und der ganzen Rus
- Vladimir Beekman (1929–2009), Schriftsteller und Literaturübersetzer
- Hellar Grabbi (1929–2018), Literaturkritiker, Schriftsteller und politischer Journalist
- Arnold Hasselblatt (1929–2024), deutscher Pharmakologe
- Monika Krauße-Anderson (1929–2021), deutsche Filmregisseurin und Architektin
- Lennart Meri (1929–2006), estnischer Staatspräsident
- Andreas Meyer-Landrut (* 1929), deutscher Diplomat, Staatssekretär im Außenministerium und Leiter des Bundespräsidialamtes
- Helmut Rosenvald (1929–2020), Komponist und Violinist
- Edgar Valter (1929–2006), zeitgenössischer Kinderbuchautor, Illustrator und Karikaturist in Estland
- Sven Findeisen (1930–2023), deutscher evangelischer Theologe
- Alexander Häusler (* 1930), deutscher Prähistoriker
- Leopoldo J. Niilus (1930–2015), argentinischer Jurist und Kirchenfunktionär
- Alexander von Rosen (1930–2014), deutscher Schauspieler
- Carl Gustaf Ströhm (1930–2004), deutscher Journalist
- Eino Tamberg (1930–2010), Komponist

#### 1931 bis 1940
- Aleksander Einseln (1931–2017), General, US-Bürger estnischer Abstammung
- Hillar Kareva (1931–1992), Komponist
- Heino Lemmik (1931–1983), Komponist
- Ivar Paljak (1931–2021), Bautechniker
- Aksel Tamm (1931–2023), Literaturwissenschaftler, Kritiker und Publizist
- Hans-Jürgen von Maydell (1932–2010), deutscher Forstwissenschaftler
- Jaan Puhvel (* 1932), Altorientalist und Sprachwissenschaftler
- Aimée Beekman (* 1933), Schriftstellerin
- Enn Nõu (* 1933), Schriftsteller
- Alexander Tschutschelow (1933–2017), Segelsportler
- Jörn Beckmann (1934–2024), schwedischer Offizier
- Ilona Laaman (1934–2017), Lyrikerin und Übersetzerin
- Aime Maripuu (* 1934), Schriftstellerin und Kinderbuchautorin
- Bernd Baron von Maydell (1934–2018), deutscher Jurist und Hochschullehrer
- Allan Murdmaa (1934–2009), Architekt
- Arvo Niitenberg (1934–2003), Politiker
- Andreas Bresinsky (* 1935), Botaniker
- Raimo Pullat (* 1935), Historiker
- Jüri Arrak (1936–2022), Maler, Graphiker, Kunstschmied und Animationskünstler
- Enn Vetemaa (1936–2017), Schriftsteller und Komponist
- Peter W. von Weymarn (1936–2023), Weingutbesitzer
- Tamara Ebert (* 1936), Malerin, Zeichnerin und Grafikerin
- Robert Gernhardt (1937–2006), Schriftsteller, Maler, Zeichner und Karikaturist
- Neeme Järvi (* 1937), US-amerikanischer Dirigent
- Enn Soosaar (1937–2010), Übersetzer und Publizist
- Ants Väravas (1937–2018), Radrennfahrer
- Ants Antson (1938–2015), Eisschnellläufer und Olympiasieger
- Werner Hoerschelmann (1938–2022), Theologe
- Linnart Mäll (1938–2010), Historiker, Orientalist, Übersetzer und Politiker
- Tiit-Rein Viitso (1938–2022), Sprachwissenschaftler und Finnougrist
- Johnny B. Isotamm (1939–2014), Lyriker
- Raine Karp (* 1939), Architekt
- Eri Klas (1939–2016), Dirigent
- Juhan Paju (1939–2003), Schriftsteller und Journalist
- Mikk Titma (* 1939), Soziologe und Hochschullehrer
- Rein Aun (1940–1995), Leichtathlet
- Andres Ehin (1940–2011), Dichter, Schriftsteller und Übersetzer
- Marju Lauristin (* 1940), Politikerin und Sozialwissenschaftlerin
- Jaak Lipso (1940–2023), Basketballspieler
- Gennadi Taniel (1940–2015), Komponist
- Andres Tarand (* 1940), Politiker
- Liina Tõnisson (* 1940), Politikerin

#### 1941 bis 1950
- Mati Erelt (1941–2024), Sprachwissenschaftler
- Helle Laas (* 1941), Kinderbuchautorin und Theaterregisseurin
- Toomas Leius (1941–2025), Tennisspieler
- Mare Mikoff (* 1941), Bildhauerin und Hochschullehrerin
- Tõnu Õim (* 1941), Schachmeister, 9. und 14. Fernschachweltmeister
- Olavi Ulm (1941–2023), Radrennfahrer
- Kalle Lasn (* 1942), Umweltschützer
- Paul-Eerik Rummo (* 1942), Schriftsteller, Dichter und Politiker
- Kuldar Sink (1942–1995), Komponist
- Priit Tomson (* 1942), Basketballspieler
- Mare Vint (1942–2020), Graphikerin
- Teet Kallas (* 1943), Schriftsteller
- Enel Melberg (* 1943), Schriftstellerin und Übersetzerin
- Hain Rebas (* 1943), Historiker
- Indrek Toome (1943–2023), Politiker
- Ülo Nugis (1944–2011), Politiker
- Toomas Vint (* 1944), Schriftsteller und Maler
- Maimu Berg (* 1945), Essayistin, Schriftstellerin und Übersetzerin
- Peeter Tulviste (1945–2017), Psychologe, Politiker und Rektor der Universität Tartu
- Jaak Allik (* 1946), Politiker, Publizist und Theaterregisseur
- Krista Kilvet (1946–2009), Hörfunkjournalistin, Politikerin und Diplomatin
- Toomas Liiv (1946–2009), Lyriker und Literaturkritiker
- Priit Pärn (* 1946), Zeichentrick-Regisseur
- Jüri Tarmak (1946–2022), Leichtathlet
- Jaak Jõerüüt (* 1947), Schriftsteller, Politiker und Diplomat
- Toomas Kall (* 1947), Schriftsteller, Dramatiker und Humorist
- Jaan Kodanipork (1947–2018), Radrennfahrer
- Mati Kuulberg (1947–2001), Komponist, Geiger und Musikpädagoge
- Siiri Oviir (* 1947), Politikerin
- Mari Saat (* 1947), Schriftstellerin
- Riivo Sinijärv (* 1947), Politiker, Chemiker und Wirtschaftswissenschaftler
- Tiia Toomet (* 1947), Schriftstellerin
- Leelo Tungal (* 1947), Schriftstellerin und Dichterin
- Siim Kallas (* 1948), Vizepräsident der Europäischen Kommission
- Eve Oja (1948–2019), Mathematikerin und Hochschullehrerin
- Juhan Viiding (1948–1995), Lyriker, Schauspieler und Theaterregisseur
- Sirje Helme (* 1949), Kunsthistorikerin
- Andres Tolts (1949–2014), Künstler und Grafiker
- Olav Ehala (* 1950), Komponist und Pianist
- Kalle Kaupmees (* 1950), Radrennfahrer
- Piret Lotman (* 1950), Historikerin und Bibliothekarin
- Eeva Park (* 1950), Schriftstellerin
- Janno Põldma (* 1950), Filmregisseur, Karikaturist und Kinderbuchautor
- Lepo Sumera (1950–2000), Komponist und Politiker
- Jaak Tamm (1950–1999), Politiker

#### 1951 bis 1960
- Tõnu Naissoo (* 1951), Komponist
- Toomas Vilosius (* 1951), Politiker und Mediziner
- Robert Lepikson (1952–2006), Politiker und Rallye-Fahrer
- René Eespere (* 1953), Komponist
- Luule Epner (* 1953), Literaturwissenschaftlerin und Theaterwissenschaftlerin
- Tõnu Kaljuste (* 1953), Dirigent
- Paul Mägi (* 1953), Dirigent
- Eiki Nestor (* 1953), Politiker
- Viive Sterpu (1953–2012), Künstlerin
- Peeter Olesk (1953–2021), Literaturwissenschaftler und Politiker
- Toomas Villamaa (1953–2010), Radrennfahrer
- Michail Michailowitsch Chodarjonok (* 1954), russischer Oberst a. D., Militärexperte, Sachbuchautor und Journalist
- Jaak Uudmäe (* 1954), Dreispringer
- Oleg Ljadov (1955–2013), Radrennfahrer
- Andrus Ansip (* 1956), Premierminister und Vorsitzender der Estnischen Reformpartei
- Sven Grünberg (* 1956), Komponist
- Toomas Haug (* 1956), Literaturwissenschaftler und -kritiker
- Ülo Mattheus (* 1956), Schriftsteller und Journalist
- Kalle Randalu (* 1956), Pianist
- Mait Riisman (1956–2018), Wasserballspieler
- Katrin Saks (* 1956), Politikerin
- Jüri Alperten (1957–2020), Dirigent
- Alexander Goldstein (1957–2006) Schriftsteller
- Toivo Jürgenson (* 1957), Politiker
- Signe Kivi (* 1957), Politikerin
- Andrus Öövel (* 1957), Politiker
- Rein Õunapuu (* 1957), Theologe
- Marika Blossfeldt (* 1958), US-amerikanische Tänzerin, Choreographin, Sachbuchautorin und Yogalehrerin
- Igor Garšnek (* 1958), Komponist
- Doris Kareva (* 1958), Dichterin
- Kadri Mälk (1958–2023), Künstlerin und Schmuckdesignerin
- Tiit Matsulevitš (* 1958), Diplomat und Journalist
- Vello Pähn (* 1958), Dirigent
- Toivo Tulev (* 1958), Komponist
- Raivo Vare (* 1958), Politiker und Unternehmer
- Kalev Kesküla (1959–2010), Lyriker, Journalist und Weinkritiker
- Peeter Oja (* 1960), Schauspieler und Komiker
- Ivar Stukolkin (* 1960), sowjetischer Schwimmer
- Andrei Woloschinski (* 1960), russischer Admiral

#### 1961 bis 1970
- Harry Illak (* 1961), Dirigent
- Mart Kalm (* 1961), Architekturhistoriker
- Vahur Kraft (* 1961), Wirtschaftswissenschaftler und Politiker
- Rein Raud (* 1961), Schriftsteller und Japanologe
- Jaan Ehlvest (* 1962), Schachspieler
- Vootele Hansen (* 1962), Politiker und Geograf
- Paavo Järvi (* 1962), Dirigent
- Marina Kaljurand (* 1962), Diplomatin und ehemalige Badmintonspielerin
- Tõnis Lukas (* 1962), Politiker
- Tõnu Õnnepalu (* 1962), Schriftsteller, Dichter und Übersetzer
- Mare Reinberg, verheiratete Pedanik (* 1962),  Badmintonspielerin
- Peeter Sauter (* 1962), Skandalschriftsteller
- Arvo Volmer (* 1962), Dirigent
- Marek Helinurm (* 1963), Hürdenlaufer
- Barbi Pilvre (* 1963), Journalistin und Medienwissenschaftlerin
- Villu Tamme (* 1963), Punk-Musiker und Dichter
- Tõnu Trubetsky (* 1963), Punkrocksänger und Anarchist
- Hasso Krull (* 1964), Lyriker, Essayist und Übersetzer
- Jaanus Kuum (1964–1998), estnisch-norwegischer Radrennfahrer
- Priit Pajusaar (* 1964), Musikproduzent, Songschreiber und Arrangeur
- Kaija Parve (* 1964), Politikerin
- Arvi Tammesalu (* 1964), Radrennfahrer
- Indrek Tarand (* 1964), Politiker und Journalist
- Heiki Arike (1965–2018), Politiker
- Siim-Valmar Kiisler (* 1965), Politiker
- Allar Levandi (* 1965), Nordischer Kombinierer
- Jüri Luik (* 1966), Politiker und Diplomat
- Tauno Kangro (* 1966), Bildhauer
- Juhan Parts (* 1966), Premierminister und Vorsitzender der rechtsliberalen estnischen Partei Res Publica
- Sergei Bragin (* 1967), Fußballspieler
- Jüri Ehlvest (1967–2006), Schriftsteller
- Urmas Hepner (* 1964), Fußballspieler
- Eerik-Niiles Kross (* 1967), estnischer Politiker und Diplomat
- Mart Siimer (* 1967), Komponist
- Tõnu Tõniste (* 1967), Segler
- Toomas Tõniste (* 1967), Segler
- Alges Maasikmets (* 1968), Radrennfahrer
- Ringo Ringvee (* 1968), Religionswissenschaftler und Dichter
- Jane Salumäe (* 1968), Langstreckenläuferin
- Tuulikki Laesson (* 1969), Schachspielerin
- Liisa-Ly Pakosta (* 1969), Politikerin
- Marko Reikop (* 1969), Moderator des estnischen Vorentscheides zum ESC
- Lauri Resik (* 1969), Radrennfahrer
- Kaisa Roose (* 1969), Dirigentin
- Olav Sepp (* 1969), Schachspieler
- Triin Soomets (* 1969), Lyrikerin
- Toomas Vavilov (* 1969), Dirigent und Klarinettist
- Andrus Kivirähk (* 1970), Film- und Bühnenautor
- Indrek Hargla (* 1970), Schriftsteller
- Märten Kross (* 1970), Musiker, Künstler, Filmproduzent und Schriftsteller
- Indrek Sirel (* 1970), Generalmajor

#### 1971 bis 1980
- Olari Elts (* 1971), Dirigent
- Risto Kallaste (* 1971), Fußballspieler
- Toomas Kallaste (* 1971), Fußballspieler
- Tõnis Kaumann (* 1971), Komponist
- Gert Kullamäe (* 1971), Basketballnationalspieler
- Mihkel Kütson (* 1971), Dirigent
- Indrek Pertelson (* 1971), Judoka
- Martin Reim (* 1971), Fußballspieler
- Jüri Reinvere (* 1971), Komponist und Lyriker
- Karl Martin Sinijärv (* 1971), Dichter und Schriftsteller
- Kristjan Järvi (* 1972), US-amerikanischer Dirigent
- Mart Poom (* 1972), Fußballtorhüter
- Jaak Sooäär (* 1972), Jazzgitarrist
- Anu Tali (* 1972), Dirigentin
- Mehis Heinsaar (* 1973), Schriftsteller
- Martin Herem (* 1973), Generalmajor
- Oxana Jermakowa (* 1973), russische Degenfechterin
- Martti Kalda (* 1973), Orientalist, Übersetzer und Schriftsteller
- Maarja Kangro (* 1973), Dichterin und Übersetzerin
- Marko Kristal (* 1973), Fußballspieler
- Andrei Krõlov (* 1973), Fußballspieler
- Anti Selart (* 1973), Historiker
- Dimitri Borovik (* 1974), Biathlet
- Dmitri Budõlin (* 1974), Judoka
- Kaire Kaljurand (* 1974), Fußballspielerin
- Maret Maripuu (* 1974), Politikerin
- Urmas Paet (* 1974), Politiker
- Ken-Marti Vaher (* 1974), Politiker
- Elo Viiding (* 1974), Lyrikerin
- Viktor Kalnitski (* 1975), Brigadegeneral
- Kristen Michal (* 1975), Politiker
- Mailis Reps (* 1975), Politikerin
- Ulla Saar (* 1975), Produkt- und Innendesignerin, Grafikerin
- Evelin Samuel (* 1975), Jazz- und Musical-Sängerin
- Janika Sillamaa (* 1975), Jazz- und Popsängerin
- Dimitri Rodin (* 1975), Eishockeyspieler
- Tarmo Saks (* 1975), Fußballspieler
- Toivo Suursoo (* 1975), Eishockeyspieler
- Aleksei Budõlin (* 1976), Judoka
- Martin Helme (* 1976), Politiker, Finanzminister Estlands
- Pelle Sildre (* 1976), Eishockeyspieler
- Timo Steiner (* 1976), Komponist
- Mirjam Tally (* 1976), Komponistin
- Andrus Utsar (* 1976), Gewichtheber
- Jewgeni Warlamow (* 1976), estnisch-russischer Eishockeyspieler
- Andre Anis (* 1977), Fußballspieler
- Lea Danilson-Järg (* 1977), Journalistin und Politikerin
- Martin Kaalma (* 1977), Fußballspieler
- Kaja Kallas (* 1977), Politikerin
- Mari Laaniste (* 1977), Kunsthistorikerin und Schriftstellerin
- Malle Maltis (* 1977), Komponistin
- Iko Nõmm (* 1977), Jurist
- Andres Oper (* 1977), Fußballspieler
- Sergei Pareiko (* 1977), Fußballtorhüter
- Grete Treier (* 1977), Radrennfahrerin
- Johann Urb (* 1977), Schauspieler
- Peeter Helme (* 1978), Schriftsteller, Literaturkritiker und Übersetzer
- Vitali Leitan (* 1978), Fußballspieler
- Kristjan Randalu (* 1978), Jazzmusiker
- Tauno Vahter (* 1978), Übersetzer, Schriftsteller und Verleger
- Urmo Aava (* 1979), Rallyefahrer
- Gerd Kanter (* 1979), Leichtathlet
- Lauri Lahesalu (* 1979), Eishockeyspieler
- Andrei Makrov (* 1979), Eishockeyspieler
- Martin Padar (* 1979), Judoka
- Jürgen Rooste (* 1979), Lyriker
- Andrei Stepanov (* 1979), Fußballspieler
- Tiit Terik (* 1979), Politiker
- Koit Toome (* 1979), Popsänger und Musicalstar
- Kristen Viikmäe (* 1979), Fußballspieler
- Irina Embrich (* 1980), Degenfechterin
- Maarja-Liis Ilus (* 1980), Sängerin
- Pavel Londak (* 1980), Fußballspieler
- Mikk Murdvee (* 1980), Dirigent, Violinist und Schriftsteller
- Stig Rästa (* 1980), Sänger, Produzent, Songwriter und Gitarrist
- Monika Vehlmann (* 1980), Fußballspielerin

#### 1981 bis 1990
- Märt Kosemets (* 1981), Fußballspieler
- Artur Kotenko (* 1981), Fußballspieler
- Joel Lindpere (* 1981), Fußballspieler
- Mart Ojavee (* 1981), Radrennfahrer
- Sten Pentus (* 1981), Rennfahrer
- Jens Salumäe (* 1981), Skispringer
- Mariliis Valkonen (* 1981), Komponistin
- Maret Ani (* 1982), Tennisspielerin
- Aleksandr Dmitrijev (* 1982), Fußballspieler
- Pirjo Peterson (* 1982), Fußballspielerin
- Gregor Arbet (* 1983), Basketballspieler
- Liis Jürgens (* 1983), Komponistin
- Lauri Läänemets (* 1983), Politiker
- Kairi Look (* 1983), Kinderbuchautorin
- Jekaterina Patjuk (* 1983), Leichtathletin
- Katrin Siska (* 1983), Mitglied von Vanilla Ninja
- Tihhon Šišov (* 1983), Fußballspieler
- Vitali Teleš (* 1983), Fußballspieler
- Vladimir Voskoboinikov (* 1983), Fußballspieler
- Jim Ashilevi (* 1984), Schriftsteller und Dramatiker
- Marko Asmer (* 1984), Rennfahrer
- Piret Järvis (* 1984), Mitglied von Vanilla Ninja
- Nele-Liis Vaiksoo (* 1984), Sängerin und Musicaldarstellerin
- Konstantin Vassiljev (* 1984), Fußballspieler
- Mart Võrklaev (* 1984), Politiker
- Kaia Kanepi (* 1985), Tennisspielerin
- Tarmo Kink (* 1985), Fußballspieler
- Lenna Kuurmaa (* 1985), Mitglied von Vanilla Ninja
- Kadri Lehtla (* 1985), Biathletin
- Mati Lember (* 1985), Fußballspieler
- Ats Purje (* 1985), Fußballspieler
- Martten Kaldvee (* 1986), Skilangläufer und Biathlet
- Maarja Kivi (* 1986), Ex-Mitglied von Vanilla Ninja
- Kirill Kotšegarov (* 1986), Triathlet und Ironman-Sieger
- Diana Legušs (* 1986), Squashspielerin
- Ilja Glebov (* 1987), Eiskunstläufer
- Vladimir Ivanov (* 1987), Tennisspieler
- Gert Jõeäär (* 1987), Straßenradrennfahrer
- Tiiu Kuik (* 1987), Topmodel
- Ott Lepland (* 1987), Sänger und Schauspieler
- Aljona Malets (* 1987), Fußballspielerin
- Maarija Mikiver (* 1987), Fußballspielerin
- Raul Must (* 1987), Badmintonspieler
- Kristian Rand (* 1987), Eiskunstläufer
- Kethy Õunpuu (* 1987), Fußballspielerin
- Pille Raadik (* 1987), Fußballspielerin
- Grethe Grünberg (* 1988), Eiskunstläuferin
- Ken Kallaste (* 1988), Fußballspieler
- Aljona Sasova (* 1988), Fußballspielerin
- Andra Teede (* 1988), Schriftstellerin, Kritikerin und Drehbuchautorin
- Jane Trepp (* 1988), Schwimmerin
- Laura Põldvere (* 1988), Sängerin
- Jürgen Zopp (* 1988), Tennisspieler
- Jelena Glebova (* 1989), Eiskunstläuferin
- Martin Kupper (* 1989), Diskuswerfer
- Siim Luts (* 1989), Fußballspieler
- Igor Morozov (* 1989), Fußballspieler
- Daniel Novikov (* 1989), Radrennfahrer
- Pääru Oja (* 1989), Schauspieler
- Daniil Savitski (* 1989), Fußballspieler
- Henri Anier (* 1990), Fußballspieler
- Artjom Artjunin (* 1990), Fußballspieler
- Denis Grabe (* 1990), Poolbillardspieler
- Kristjan Haljak (* 1990), Dichter und Übersetzer
- Kristjan Järvan (* 1990), Unternehmer und Politiker
- Meelis Peitre (* 1990), Fußballspieler
- Mikk Reintam (* 1990), Fußballspieler
- Janno Trump (* 1990), Jazzmusiker
- Martin Tšegodajev (* 1990), Fußballspieler

#### 1991 bis 2000
- Anastassia Kovalenko-Kõlvart (* 1991), Motorradrennfahrerin und Politikerin
- Elina Netšajeva (* 1991), Opernsängerin
- Kusti Nõlvak (* 1991), Volleyball- und Beachvolleyballspieler
- Henrik Ojamaa (* 1991), Fußballspieler
- Denis Vnukov (* 1991), Fußballspieler
- Marko Meerits (* 1992), Fußballspieler
- Taavi Rand (* 1992), Eiskunstläufer
- Maria Sergejeva (* 1992), Eiskunstläuferin
- Vladimir Svet (* 1992), Politiker
- Joonas Tamm (* 1992), Fußballspieler
- Hannes Anier (* 1993), Fußballspieler
- Trevor Elhi (* 1993), Fußballspieler
- Svetlana Issakova (* 1993), Eiskunstläuferin
- Getter Jaani (* 1993), Sängerin
- Reele Komi (* 1993), Squashspielerin
- Johannes Kukebal (* 1993), Fußballspieler
- Karl-Eerik Luigend (* 1993), Fußballspieler
- Siim-Tanel Sammelselg (* 1993), Skispringer
- Irina Štork (* 1993), Eiskunstläuferin
- Mia Eklund (* 1994), finnische Tennisspielerin
- Natalja Sabijako (* 1994), russische Eiskunstläuferin
- Meril Beilmann (* 1995), Biathletin
- Jewgeni Charin (* 1995), Fußballspieler
- Anett Kontaveit (* 1995), Tennisspielerin
- Hindrek Ojamaa (* 1995), Fußballspieler
- Susan Külm (* 1996), Biathletin
- Maria Orav (* 1996), Fußballspielerin
- Martin Rump (* 1996), Autorennfahrer
- Alina Molkova (* 1997), Handballspielerin
- Robin Nool (* 1998), Stabhochspringer
- Henri Roos (* 1998), Skilangläufer
- Robert Arrak (* 1999), Eishockeyspieler
- Robert Heldna (* 1999), Biathlet
- Mai Narva (* 1999), Schachspielerin
- Siret Räämet (* 1999), Fußballspielerin
- Artemi Aleksandrov (* 2000), Eishockeyspieler
- Tormis Laine (* 2000), Skirennläufer
- Margareth Olde (* 2000), Schachspielerin
- Jüri Vips (* 2000), Automobilrennfahrer

### 21. Jahrhundert

#### 2001 bis 2010
- Ken-Mark Minkovski (* 2001), Sprinter
- Alex Tamm (* 2001), Fußballspieler
- Tuudor Palm (* 2002), Biathlet
- Mihhail Selevko (* 2002), Eiskunstläufer
- Kelly Sildaru (* 2002), Freestyle-Skierin
- Danil Kuraksin (* 2003), Fußballspieler
- Mark Lajal (* 2003), Tennisspieler
- Mark-Markos Kehva (* 2004), Biathlet
- Niina Petrõkina (* 2004), Eiskunstläuferin
- Elisabeth Pihela (* 2004), Hochspringerin
- Andreas Vaher (* 2004), Fußballspieler
- Jakob Kulbin (* 2005), Biathlet
- Arlet Levandi (* 2005), Eiskunstläufer
- Henry Sildaru (* 2006), Freestyle-Skier
- Valeria Smirnova (* 2006), Hochspringerin